# Sericochroa lemoulti
Sericochroa lemoulti är en fjärilsart som beskrevs av Paul Dognin 1908. Sericochroa lemoulti ingår i släktet Sericochroa och familjen tandspinnare. Inga underarter finns listade i Catalogue of Life.